# 立正大学付属立正中学校・高等学校
立正大学付属立正中学校・高等学校（りっしょうだいがくふぞく りっしょうちゅうがっこう・こうとうがっこう）は、東京都大田区西馬込一丁目に所在し、中高一貫教育を提供する私立中学校・高等学校。

## 概要
立正大学付属立正中学校・高等学校は、日蓮教学の1つ「行学二道」を建学の精神として、勉学に対する積極的な情熱と質実剛健の気風を養うとともに、豊かな人間性を形成することを目指している。
高等学校においては、特別進学クラスと進学クラスがある。特別進学クラスは国公立大、難関私立大の現役合格を目指す。進学クラスは大学進学を含め多様な進路に対応。両クラスとも2年次から文系・理系に分かれる。また中学校から入学した内部進学の生徒と高等学校から入学した外部進学の生徒との間では、第2学年から混合してクラスを編成する併設型中高一貫校である。

## 沿革

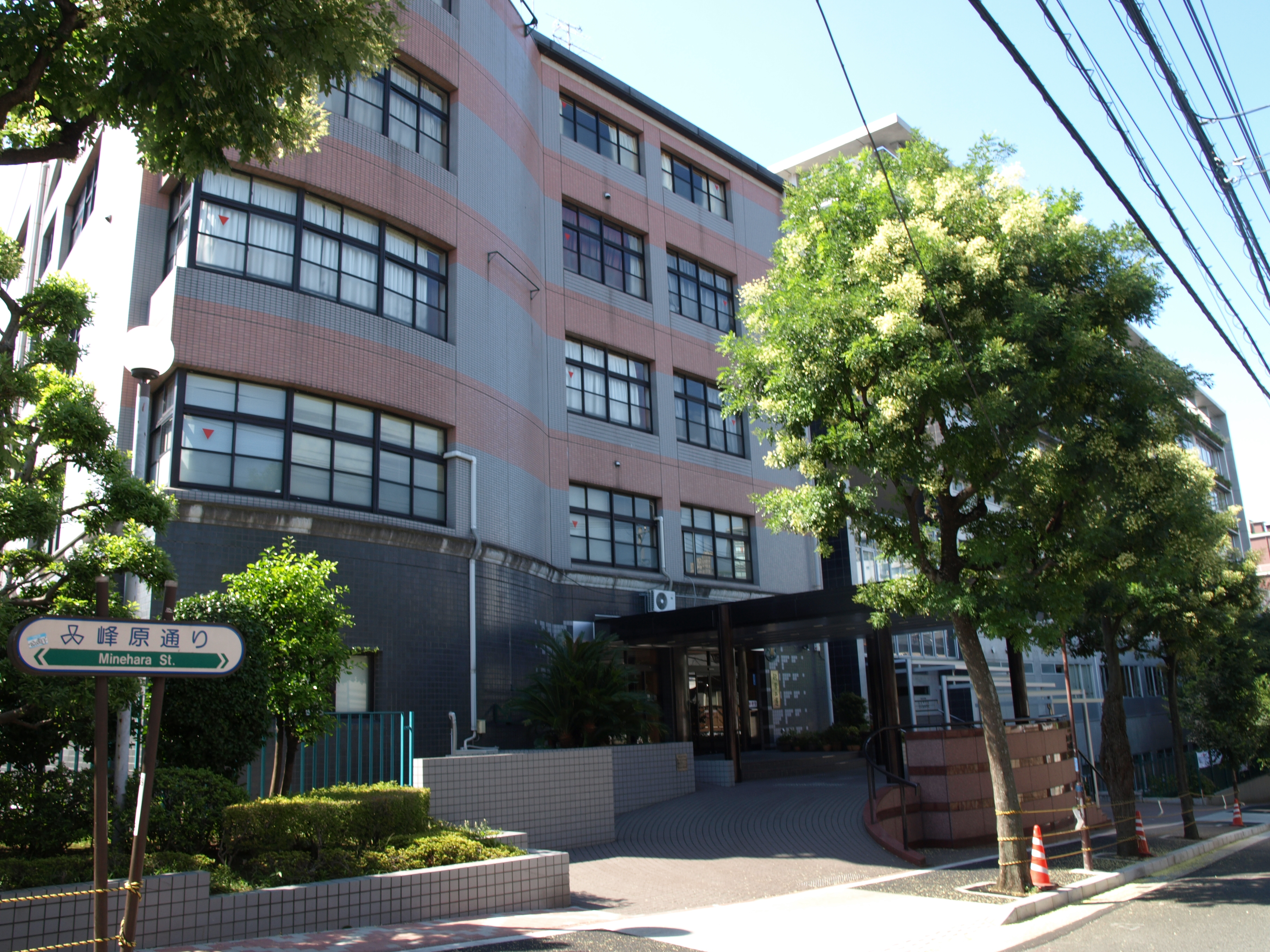
大崎キャンパス

- 1872年　東京府東京市芝区(現・港区)高輪に日蓮宗宗教院を設立
- 1904年　品川区大崎に移転し、日蓮宗大学林中等科を開校
- 1907年　日蓮宗大学中等科と改称
- 1920年　日蓮宗大学中等部と改称
- 1924年　立正大学開設に関連し、立正大学中等部と改称
- 1938年　立正中学校と改称
- 1947年　新制立正中学校に改組
- 1948年　新制立正高等学校に改組
- 1994年　中学校を男女共学化
- 1997年　高等学校を男女共学化
- 2013年　立正中学校から立正大学付属立正中学校に、立正高等学校から立正大学付属立正高等学校にそれぞれ学校名変更、大田区西馬込の東京都交通局馬込車両工場跡に移転。

## 交通
- 西馬込駅徒歩5分
- 東急バス[2]
  - 反01・反02・森01 「立正大学付属立正中高前」下車、徒歩2分
  - 森02 「長遠寺前」下車、徒歩6分

## 著名な出身者
- 岡島彩花 - タレント、レースクイーン
- 小野兼弘 - 「釈尊会」会長。日印文化交流協会会長。
- 車だん吉 - 俳優
- 坂誥秀一- 立正大学名誉教授・特別栄誉教授・元学長（第27代）、品川区立品川歴史館元館長、武蔵野文化協会会長。考古学者
- シバター - プロレス
- 関智一 - 声優
- 田丸仁 - 法政大学野球部監督
- 野田浩資 - 料理研究家
- 藤井道人 - 映画監督、脚本家
- 三友健容 - 立正大学名誉教授、仏教学者、僧侶、論蔵（阿毘達磨）研究の第一人者。
- 山藤章二 - イラストレーター
- 前田隣 - コメディアン
- ベン村さ来 - 放送作家
- 渡辺晋 - 渡辺プロダクション創業者

## 付属大学
- 立正大学